# Noureddine Moukrim
Noureddine Moukrim (en arabe : نور الدين موكريم), né le 6 février 1966 à Khémisset au Maroc, est un footballeur international marocain ayant évolué au poste de défenseur entre 1991 et 1996.

## Biographie

### En club
Il évolue pendant quatre saisons en Jupiler Pro League avec le Royal Antwerp Football Club.

### Carrière internationale
Il reçoit sa première sélection le 25 octobre 1992 dans un match amical face au Bénin.

## Palmarès

### En club
- Finaliste de la Coupe des Vainqueurs des Coupes en 1993.